# Hostice
Hostice (in ungherese: Gesztete, in tedesco: Göstitz an der Rimau) è un comune della Slovacchia facente parte del distretto di Rimavská Sobota, nella regione di Banská Bystrica.
Il villaggio è citato per la prima volta nel 1332 con il nome di Gezeche, quando apparteneva alla famiglia Ratold. Successivamente passò ai Lórantfy che lo detennero fino al XVIII secolo. Nel XVI secolo Hostice fu distrutto dai turchi. Dal 1938 al 1944 fece parte dell'Ungheria.